# (79896) Billhaley
(79896) Billhaley (1999 BH5) – planetoida z grupy pasa głównego asteroid okrążająca Słońce w ciągu 4,39 lat w średniej odległości 2,68 j.a. Odkryta 20 stycznia 1999 roku.